# Acacia scalpelliformis
Acacia scalpelliformis é uma espécie de leguminosa do gênero Acacia, pertencente à família Fabaceae.